# 아름다운 사랑 아름다운 나눔
이인혜의 아름다운 사랑 아름다운 나눔은 대한민국의 라디오 채널 Cpbc FM에서 매일 낮 12시부터 오후 1시까지 방송되는 이웃돕기 성금 전문 라디오 프로그램이다.

## 역사
2001년 10월 22일에 첫방송되었으며, 2013년 10월 19일에 잠정적으로 폐지되었다가, 2016년 4월 24일 이후 3년 만에 다시 부활되었으며, 여러 진행자를 거치다가, 현재는 배우 이인혜가 진행한다.

## 역대 방송시간
| 방송 채널 | 방송 기간                           | 방송 시간                        |
| --------- | ----------------------------------- | -------------------------------- |
| cpbc FM   | 2001년 10월 22일 ~ 2002년 10월 19일 | 월~토요일 저녁 8:05 ~ 밤 9:00    |
| cpbc FM   | 2002년 10월 21일 ~ 2013년 10월 19일 | 월~토요일 저녁 5:05 ~ 저녁 6:00  |
| cpbc FM   | 2016년 4월 24일 ~ 2016년 11월 27일  | 매주 일요일 낮 12:10 ~ 오후 2:00 |
| cpbc FM   | 2016년 12월 4일 ~ 2017년 12월 3일   | 매주 일요일 낮 12:00 ~ 오후 2:00 |
| cpbc FM   | 2017년 12월 9일 ~ 현재              | 주말 낮 12:00 ~ 오후 1:00        |

## 역대 진행자

### 1기
- 2001년 10월 22일 ~ 2002년 10월 19일 : 김수영 아나운서
- 2002년 10월 21일 ~ 2004년 4월 17일 : 박용환 아나운서
- 2004년 4월 19일 ~ 2013년 10월 19일 : 김현주 아나운서

### 2기
- 2016년 4월 24일 ~ 2018년 5월 16일 : 김슬애 아나운서
- 2018년 5월 17일 ~ 현재 : 이인혜

## 같이 보기
- 이웃돕기
- 교양
- 강원래의 노래선물 (KBS 3라디오)
- 박세미의 수다가 체질 (SBS 러브FM)
- 12시엔 주현영 (SBS 파워FM)
- 신부님 신부님 우리 신부님 (평일) (cpbc FM)
- 토요특집 신부들의 수다 (토요일) (cpbc FM)
- 성경약방 (일요일) (cpbc FM)